# Lybia
Lybia је род малих ракова из породице зване Xanthidae. Познати су под још бројним именима. Нека од њих су Боксер краба и Пом-Пом рак. Они су познати по томе што ради своје сигурности живе са морским сасама.
У род Lybia убрајају се следеће врсте:
- Lybia australiensis
- Lybia caestifera
- Lybia denticulata
- Lybia edmondsoni
- Lybia hatagumoana
- Lybia leptochelis
- Lybia plumosa
- Lybia pugil
- Lybia tessellata
- Lybia tutelina